# Elecciones de la Ciudad Autónoma de Buenos Aires de 2011
Las elecciones de la Ciudad de Buenos Aires de 2011 se llevaron a cabo el 10 de julio. Se eligieron jefe y vicejefe de Gobierno, 30 legisladores, 10 suplentes y, por primera vez, a los miembros de las juntas comunales.
Los resultados de esta elección arrojaron que ninguno de los candidatos a jefe de Gobierno de la Ciudad de Buenos Aires alcanzó la mayoría absoluta (50 % del electorado) que establece la Constitución de la Ciudad de Buenos Aires para ser elegido. Ante este escenario, se debió realizar un balotaje con los dos candidatos que alcanzaron el mayor caudal de votos, quienes resultaron ser nuevamente Mauricio Macri y Daniel Filmus, repitiendo el mismo escenario electoral que en 2007. El mismo se llevó a cabo el 31 de julio de 2011, resultando reelecto Mauricio Macri.

## Reglas electorales
- Jefe de Gobierno y vicejefe de Gobierno electos por segunda vuelta entre los dos candidatos más votados, si ningún candidato obtiene más del 50 % de los votos.
- 30 diputados, la mitad de los 60 miembros de la Legislatura de la Ciudad Autónoma de Buenos Aires. Electos por sistema d'Hondt con un piso electoral de 3 %.

## Candidatos

### Propuesta Republicana
| Mauricio Macri                                                                                 | María Eugenia Vidal |
| ---------------------------------------------------------------------------------------------- | --- |
| para jefe de Gobierno                                                                          | para vicejefa de Gobierno |
| [[File:Mauricio Macri (cropped).jpg\|250px\|alt={{{Alt\|{{{descripción}}}]]                    | [[File:Jura del jefe de Gobierno y vicejefa de Gobierno de la Ciudad de Buenos Aires (6481864659).jpg\|1000px\|alt={{{Alt\|{{{descripción}}}]] |
| Jefe de Gobierno de la Ciudad de Buenos Aires (2007-2011)                                      | Ministra de Desarrollo Social de la Ciudad de Buenos Aires (2008-2011)                                                                         |
| Apoyado por: \| - Propuesta Republicana - Partido Demócrata - Partido Demócrata Progresista \| | |
| - Propuesta Republicana - Partido Demócrata - Partido Demócrata Progresista                    | |

### Frente para la Victoria
| | |
| | |
| Daniel Filmus | Carlos Tomada |
| para jefe de Gobierno | para vicejefe de Gobierno |
| [[File:DanielFilmus2011.jpg\|350px\|alt={{{Alt\|{{{descripción}}}]] | [[File:Carlos Tomada (Legislatura).jpg\|300px\|alt={{{Alt\|{{{descripción}}}]]                                                                    |
| Senador de la Nación por la Ciudad de Buenos Aires (2007-2013) | Ministro de Trabajo, Empleo y Seguridad Social (2003-2015)                                                                                        |
| Partidos en la alianza: \| - Partido Justicialista - Partido de la Victoria - Frente Grande - Partido Intransigente - Encuentro por la Democracia y la Equidad - Kolina - Frente Progresista y Popular \| - Partido Humanista - Partido Comunista - Movimiento de Participación Popular - Corriente Martín Fierro - Nueva Dirigencia - RED por Buenos Aires \| | |
| - Partido Justicialista - Partido de la Victoria - Frente Grande - Partido Intransigente - Encuentro por la Democracia y la Equidad - Kolina - Frente Progresista y Popular | - Partido Humanista - Partido Comunista - Movimiento de Participación Popular - Corriente Martín Fierro - Nueva Dirigencia - RED por Buenos Aires |

### Movimiento Proyecto Sur
| |                                                            |
| Partido Proyecto Sur |                                                            |
| Fernando Solanas | Jorge Selser                                               |
| para jefe de Gobierno | para vicejefe de Gobierno                                  |
| [[File:Pino Solanas (Guadalajara Film Festival) 2.jpg\|225px\|alt={{{Alt\|{{{descripción}}}]] | [[File:Noimage.png\|500px\|alt={{{Alt\|{{{descripción}}}]] |
| Diputado de la Nación por la Ciudad de Buenos Aires (2009-2013) (1993-1997) | Médico                                                     |
| Partidos en la alianza: - Partido Proyecto Sur - Partido Socialista - Partido Socialista Auténtico - Buenos Aires para Todos - Generación para un Encuentro - Movimiento Libres del Sur - Nueva Izquierda |                                                            |

### Coalición Cívica
|                                                                                                 |                                                                     |
|                                                                                                 |                                                                     |
| María Estenssoro                                                                                | Fernando Sánchez                                                    |
| para jefa de Gobierno                                                                           | para vicejefe de Gobierno                                           |
| [[File:Maria_eugenia_estenssoro.jpg\|225px\|alt={{{Alt\|{{{descripción}}}]]                     | [[File:Fernando Sánchez.png\|300px\|alt={{{Alt\|{{{descripción}}}]] |
| Senadora de la Nación por la Ciudad de Buenos Aires (2007-2013)                                 | Legislador de la Ciudad de Buenos Aires (2009-2013)                 |
| Partidos en la alianza: - Coalición Cívica ARI - Unión por Todos - Poder para el Espacio Social |                                                                     |

### Frente UCR - Juntos por la Ciudad
| UCR - Juntos por la Ciudad |                                                            |
| |                                                            |
| Silvana Myriam Giudici | Claudio Augugliaro Acierno                                 |
| para jefa de Gobierno | para vicejefe de Gobierno                                  |
| [[File:Silvana Giudici.jpg\|300px\|alt={{{Alt\|{{{descripción}}}]]                                                                                           | [[File:Noimage.png\|500px\|alt={{{Alt\|{{{descripción}}}]] |
| Diputada de la Nación por la Ciudad de Buenos Aires (2003-2011)                                                                                              |                                                            |
| Partidos en la alianza: - Unión Cívica Radical - Partido De la Ciudad en Acción - Partido Federal - Partido Nacionalista Constitucional UNIR - El Movimiento |                                                            |

### Frente Progresista por Buenos Aires
| Frente Progresista                                                         |                                                                   |
|                                                                            |                                                                   |
| Jorge Telerman                                                             | Diego Kravetz                                                     |
| para jefe de Gobierno                                                      | para vicejefe de Gobierno                                         |
| [[File:JorgeTelerman (cropped).jpg\|300px\|alt={{{Alt\|{{{descripción}}}]] | [[File:Diego Kravetz2.jpg\|300px\|alt={{{Alt\|{{{descripción}}}]] |
| Jefe de Gobierno de la Ciudad de Buenos Aires (2006-2007)                  | Legislador de la Ciudad de Buenos Aires (2003-2011)               |

### Autodeterminación y Libertad
| AyL                                                                        |                                                            |
| Luis Zamora                                                                | Cecilia Paul                                               |
| para jefe de Gobierno                                                      | para vicejefa de Gobierno                                  |
| [[File:Luis Zamora - Diputados.jpg\|450px\|alt={{{Alt\|{{{descripción}}}]] | [[File:Noimage.png\|500px\|alt={{{Alt\|{{{descripción}}}]] |
| Diputado de la Nación por la Ciudad de Buenos Aires (2001-2005)            | docente                                                    |

### Partido Autonomista
|                                                                      |                                                                      |
| Ricardo López Murphy                                                 | Ana Luisa Paulesu                                                    |
| para jefe de Gobierno                                                | para vicejefa de Gobierno                                            |
| [[File:López Murphy 2000.jpg\|205px\|alt={{{Alt\|{{{descripción}}}]] | [[File:Noimage.png\|500px\|alt={{{Alt\|{{{descripción}}}]]           |
| Ministro de Economía de la Nación Argentina (2001)                   | Presidente de la Asociación Vecinal de Fomento Barrio Gral. Belgrano |

### Otras candidaturas
- El Frente de Izquierda y de los Trabajadores, una alianza entre el PO, el PTS e IS, llevó como candidatos a la abogada Myriam Bregman para Jefa de Gobierno y a José Castillo como vice.
- El Movimiento al Socialismo y Asambleas del Pueblo presentaron una lista unificada, proponiendo como candidatos a César Rojas y a Rubén Saboulard para Jefe y vice respectivamente.
- El político neonazi Alejandro Biondini se presentó como candidato a través del partido Alternativa Social, llevando como candidato a vice a Mario Puértolas.
- El exárbitro Javier Castrilli se postuló para jefe de gobierno, acompañado de Leda Irurzún Lisi como vicejefe, a través del partido Acción Ciudadana.
- El abogado Enrique Piragini y José Luis Ferrari se presentaron a través del Frente de los Ciudadanos.
- El Movimiento de Integración y Desarrollo llevó la candidatura de Jorge Alberto Todesca para jefe y Lisandro Eduardo Yofre para vicejefe.

## Debates
| 1 | 22 de junio | Buenos Aires | TN         | No | No | No | Sí | Sí | Sí | No | No | No | No | No | No | No | No |
| 2 | 4 de julio  | La Plata     | América TV | No | Sí | Sí | No | No | No | No | Sí | No | No | No | No | No | No |
| 3 | 6 de julio  | Buenos Aires | TV Pública | No | Sí | Sí | Sí | Sí | Sí | Sí | Sí | Sí | Sí | Sí | No | No | No |

## Encuestas de intención de voto

### Primera vuelta
| Fecha  | Encuestadora | Mauricio Macri | Daniel Filmus | Pino Solanas | Ma. E. Estenssoro | R. López Murphy | Luis Zamora | Jorge Telerman | Silvana Giúdici |
| ------ | ------------ | -------------- | ------------- | ------------ | ----------------- | --------------- | ----------- | -------------- | --------------- |
| 5/2011 | OPSM         | 35.5%          | 25,2%         | 14,9%        | 2,7%              | 2,0%            | 3,0%        | 1,4%           | 1,5%            |
| 5/2011 | Haime        | 32,9%          | 24,9%         | 16,6%        | 5,0%              | 4,2%            | 2,3%        | 3,8%           | 1,4%            |
| 5/2011 | Rouvier      | 33,2%          | 29,6%         | 12,4%        | 2,9%              | 2,5%            | 1,3%        | 1,2%           | 0,8%            |
| 6/2011 | Aresco       | 39,3%          | 34,0%         | 8,0%         |                   |                 |             |                |                 |
| 6/2011 | CEOP         | 35,9%          | 25,9%         | 10,0%        |                   |                 |             |                |                 |
| 6/2011 | OPMS         | 34,1%          | 27,2%         | 13,3%        | 4,4%              | 2,0%            | 2,3%        | 2,1%           | 1,1%            |
| 7/2011 | Ibarómetro   | 39,9%          | 31,6%         | 10,6%        | 3,5%              | 1,7%            |             | 1,0%           | 0,5%            |
| 7/2011 | Rouvier      | 36,2%          | 29,8%         | 9,0%         | 3,4%              | 2,0%            | 1,0%        | 2,1%           |                 |
| 7/2011 | CEOP         | 36,8%          | 30,5%         | 9,2%         | 3,8%              | 2,0%            | 1,6%        | 1,4%           | 2,2%            |
| 7/2011 | Analogías    | 38,2%          | 29,7%         | 10,8%        | 2,9%              | 1,3%            | 1,6%        | 4,3%           | 1,5%            |
| 7/2011 | OPSM         | 33,4%          | 27,0%         | 14,0%        | 2,8%              | 1,0%            | 2,6%        | 4,1%           | 1,0%            |
| 7/2011 | Panorama     | 33,0%          | 24,1%         | 24,5%        | 3,5%              | 0,8%            | 1,5%        | 2,1%           | 1,2%            |

### Segunda vuelta
| Fecha  | Encuestadora     | Mauricio Macri | Daniel Filmus |
| ------ | ---------------- | -------------- | ------------- |
| 6/2011 | OPSM             | 44,6%          | 42,1%         |
| 7/2011 | Consultora Equis | 43,9%          | 42,8%         |
| 7/2011 | Poliarquía       | 52,1%          | 32,8%         |

## Resultados

### Jefe y Vicejefe de Gobierno
|  | 47,07 % |

|  | 64,27 % |

|  | 27,87 % |

|  | 35,73 % |

|  | 12,82 % |

|  | 3,31 % |

|  | 1,75 % |

|  | 0,28 % |

|  | 2,03 % |

|  | 1,76 % |

|  | 1,47 % |

|  | 1,40 % |

|  | 0,78 % |

|  | 0,78 % |

|  | 0,28 % |

|  | 0,19 % |

|  | 0,14 % |

|  | 0,10 % |

|  | 97,70 % |

|  | 94,72 % |

|  | 1,46 % |

|  | 2,46 % |

|  | 0,84 % |

|  | 2,83 % |

|  | 73,15 % |

|  | 72,02 % |

|  | 100 % |

|  | 100 % |

#### Por comunas - 1.ª vuelta
|                      | Mauricio Macri (PRO) | Mauricio Macri (PRO) | Daniel Filmus (FPV) | Daniel Filmus (FPV) | Pino Solanas (Proyecto Sur) | Pino Solanas (Proyecto Sur) | María E. Estenssoro (CC-ARI) | María E. Estenssoro (CC-ARI) | Silvana Giudici (UCR-JxC) | Silvana Giudici (UCR-JxC) | Jorge Telerman (FP) | Jorge Telerman (FP) | Luis Zamora (AyL) | Luis Zamora (AyL) | R. López Murphy (PA) | R. López Murphy (PA) | Otros  | Otros | Total     |
| Comuna               | Votos                | %                    | Votos               | %                   | Votos                       | %                           | Votos                        | %                            | Votos                     | %                         | Votos               | %                   | Votos             | %                 | Votos                | %                    | Votos  | %     | Votos     |
| -------------------- | -------------------- | -------------------- | ------------------- | ------------------- | --------------------------- | --------------------------- | ---------------------------- | ---------------------------- | ------------------------- | ------------------------- | ------------------- | ------------------- | ----------------- | ----------------- | -------------------- | -------------------- | ------ | ----- | --------- |
| Comuna 1             | 56.299               | 48,16                | 33.027              | 28,25               | 13.573                      | 11,61                       | 3.753                        | 3,21                         | 2.473                     | 2,12                      | 1.712               | 1,46                | 1.495             | 1,28              | 1.831                | 1,57                 | 2.741  | 2,34  | 116.904   |
| Comuna 2             | 61.314               | 59,51                | 17.581              | 17,06               | 10.025                      | 9,73                        | 5.560                        | 5,40                         | 1.773                     | 1,72                      | 1.444               | 1,40                | 1.101             | 1,07              | 2.524                | 2,45                 | 1.715  | 1,66  | 103.037   |
| Comuna 3             | 47.303               | 42,85                | 33.636              | 30,47               | 14.973                      | 13,56                       | 3.234                        | 2,93                         | 2.688                     | 2,44                      | 2.091               | 1,90                | 1.782             | 1,61              | 1.545                | 1,40                 | 3.137  | 2,84  | 110.389   |
| Comuna 4             | 56.003               | 45,85                | 39.767              | 32,56               | 13.956                      | 11,42                       | 1.947                        | 1,59                         | 3.010                     | 2,46                      | 1.892               | 1,55                | 1.465             | 1,20              | 1.052                | 0,86                 | 3.061  | 2,51  | 122.153   |
| Comuna 5             | 45.908               | 41,81                | 34.105              | 31,06               | 15.924                      | 14,50                       | 3.498                        | 3,19                         | 2.320                     | 2,11                      | 1.952               | 1,78                | 1.932             | 1,76              | 1.413                | 1,29                 | 2.740  | 2,50  | 109.792   |
| Comuna 6             | 51.314               | 44,84                | 30.319              | 26,50               | 16.964                      | 14,82                       | 4.653                        | 4,07                         | 2.496                     | 2,18                      | 2.050               | 1,79                | 2.091             | 1,83              | 1.885                | 1,65                 | 2.660  | 2,32  | 114.432   |
| Comuna 7             | 53.403               | 43,29                | 37.519              | 30,41               | 17.332                      | 14,05                       | 3.435                        | 2,78                         | 2.906                     | 2,36                      | 2.439               | 1,98                | 1.846             | 1,50              | 1.564                | 1,27                 | 2.913  | 2,36  | 123.357   |
| Comuna 8             | 39.773               | 42,20                | 35.714              | 37,89               | 9.685                       | 10,27                       | 1.272                        | 1,35                         | 1.873                     | 1,99                      | 1.941               | 2,06                | 922               | 0,98              | 742                  | 0,79                 | 2.334  | 2,47  | 94.256    |
| Comuna 9             | 45.880               | 43,00                | 34.263              | 32,12               | 14.937                      | 14,00                       | 2.517                        | 2,36                         | 1.764                     | 1,66                      | 1.997               | 1,87                | 1.369             | 1,28              | 1.145                | 1,07                 | 2.819  | 2,64  | 106.691   |
| Comuna 10            | 47.330               | 43,46                | 31.837              | 29,24               | 16.582                      | 15,23                       | 2.955                        | 2,71                         | 2.403                     | 2,21                      | 2.121               | 1,95                | 1.691             | 1,55              | 1.276                | 1,17                 | 2.698  | 2,48  | 108.893   |
| Comuna 11            | 57.823               | 46,27                | 33.958              | 27,17               | 17.792                      | 14,24                       | 3.945                        | 3,16                         | 2.855                     | 2,28                      | 2.293               | 1,84                | 2.030             | 1,62              | 1.623                | 1,30                 | 2.647  | 2,12  | 124.966   |
| Comuna 12            | 62.833               | 48,24                | 35.045              | 26,91               | 17.557                      | 13,48                       | 3.940                        | 3,03                         | 2.645                     | 2,03                      | 2.001               | 1,54                | 2.009             | 1,54              | 1.554                | 1,19                 | 2.656  | 2,04  | 130.240   |
| Comuna 13            | 84.750               | 55,83                | 30.359              | 20,00               | 17.104                      | 11,27                       | 7.187                        | 4,73                         | 2.511                     | 1,65                      | 2.431               | 1,60                | 1.971             | 1,30              | 2.786                | 1,83                 | 2.712  | 1,79  | 151.811   |
| Comuna 14            | 78.509               | 54,41                | 30.960              | 21,46               | 15.809                      | 10,96                       | 7.233                        | 5,01                         | 2.252                     | 1,56                      | 2.467               | 1,71                | 1.885             | 1,31              | 2.595                | 1,80                 | 2.571  | 1,78  | 144.281   |
| Comuna 15            | 48.149               | 41,45                | 37.230              | 32,05               | 15.649                      | 13,47                       | 3.688                        | 3,17                         | 2.230                     | 1,92                      | 2.493               | 2,15                | 2.475             | 2,13              | 1.376                | 1,19                 | 2.873  | 2,47  | 116.163   |
| Privados de libertad | 17                   | 31,48                | 19                  | 35,19               | 1                           | 1,85                        | 0                            | 0,00                         | 4                         | 7,41                      | 2                   | 3,70                | 3                 | 5,56              | 0                    | 0,00                 | 8      | 14,81 | 54        |
| Resultado            | 836.608              | 47,07                | 495.339             | 27,87               | 227.863                     | 12,82                       | 58.817                       | 3,31                         | 36.203                    | 2,03                      | 31.326              | 1,76                | 26.067            | 1,47              | 24.911               | 1,40                 | 40.285 | 2,27  | 1.777.419 |

#### Por comunas - 2.ª vuelta
|                      | Mauricio Macri (PRO) | Mauricio Macri (PRO) | Daniel Filmus (FPV) | Daniel Filmus (FPV) | Total     |
| Comuna               | Votos                | %                    | Votos               | %                   | Votos     |
| -------------------- | -------------------- | -------------------- | ------------------- | ------------------- | --------- |
| Comuna 1             | 73.238               | 64,92                | 39.569              | 35,08               | 112.807   |
| Comuna 2             | 75.609               | 77,51                | 21.939              | 22,49               | 97.548    |
| Comuna 3             | 63.843               | 60,52                | 41.647              | 39,48               | 105.490   |
| Comuna 4             | 71.133               | 59,68                | 48.058              | 40,32               | 119.191   |
| Comuna 5             | 62.128               | 59,61                | 42.088              | 40,39               | 104.216   |
| Comuna 6             | 69.047               | 64,45                | 38.078              | 35,55               | 107.125   |
| Comuna 7             | 71.601               | 60,89                | 45.988              | 39,11               | 117.589   |
| Comuna 8             | 51.972               | 56,00                | 40.841              | 44,00               | 92.813    |
| Comuna 9             | 62.012               | 60,02                | 41.301              | 39,98               | 103.313   |
| Comuna 10            | 64.430               | 62,10                | 39.320              | 37,90               | 103.750   |
| Comuna 11            | 76.331               | 64,35                | 42.283              | 35,65               | 118.614   |
| Comuna 12            | 81.040               | 65,28                | 43.094              | 34,72               | 124.134   |
| Comuna 13            | 105.525              | 73,46                | 38.116              | 26,54               | 143.641   |
| Comuna 14            | 97.492               | 71,73                | 38.429              | 28,27               | 135.921   |
| Comuna 15            | 64.956               | 58,88                | 45.360              | 41,12               | 110.316   |
| Privados de libertad | 32                   | 68,09                | 15                  | 31,91               | 47        |
| Resultado            | 1.090.389            | 64,27                | 606.126             | 35,73               | 1.696.515 |

### Legislatura
|  | 44,95 % |

|  | 14,02 % |

|  | 12,90 % |

|  | 6,71 % |

|  | 6,51 % |

|  | 3,95 % |

|  | 2,09 % |

|  | 1,88 % |

|  | 1,52 % |

|  | 1,34 % |

|  | 1,05 % |

|  | 1,01 % |

|  | 0,76 % |

|  | 0,37 % |

|  | 0,31 % |

|  | 0,20 % |

|  | 0,16 % |

|  | 0,15 % |

|  | 0,11 % |

|  | 96,92 % |

|  | 2,25 % |

|  | 0,84 % |

|  | 73,15 % |

|  | 100 % |

### Juntas Comunales
|  | 46,90 % |

|  | 27,88 % |

|  | 12,34 % |

|  | 4,12 % |

|  | 2,26 % |

|  | 1,62 % |

|  | 1,37 % |

|  | 1,17 % |

|  | 0,75 % |

|  | 0,51 % |

|  | 0,43 % |

|  | 0,28 % |

|  | 0,21 % |

|  | 0,16 % |

|  | 93,70 % |

|  | 5,51 % |

|  | 0,79 % |

|  | 64,44 % |

|  | 100 % |

|  | 55,55 % |

|  | 16,22 % |

|  | 10,21 % |

|  | 6,80 % |

|  | 3,01 % |

|  | 2,45 % |

|  | 2,23 % |

|  | 1,43 % |

|  | 0,97 % |

|  | 0,47 % |

|  | 0,30 % |

|  | 0,26 % |

|  | 0,10 % |

|  | 96,13 % |

|  | 3,28 % |

|  | 0,59 % |

|  | 70,61 % |

|  | 100 % |

|  | 42,03 % |

|  | 30,16 % |

|  | 14,41 % |

|  | 3,57 % |

|  | 2,71 % |

|  | 2,05 % |

|  | 1,56 % |

|  | 1,40 % |

|  | 0,91 % |

|  | 0,39 % |

|  | 0,36 % |

|  | 0,23 % |

|  | 0,22 % |

|  | 93,86 % |

|  | 5,28 % |

|  | 0,86 % |

|  | 67,62 % |

|  | 100 % |

|  | 44,55 % |

|  | 31,60 % |

|  | 11,86 % |

|  | 3,03 % |

|  | 2,00 % |

|  | 1,60 % |

|  | 1,11 % |

|  | 0,93 % |

|  | 0,88 % |

|  | 0,80 % |

|  | 0,41 % |

|  | 0,34 % |

|  | 0,26 % |

|  | 0,26 % |

|  | 0,18 % |

|  | 0,18 % |

|  | 94,58 % |

|  | 4,49 % |

|  | 0,93 % |

|  | 71,59 % |

|  | 100 % |

|  | 40,46 % |

|  | 30,57 % |

|  | 15,51 % |

|  | 3,97 % |

|  | 2,50 % |

|  | 1,91 % |

|  | 1,40 % |

|  | 1,29 % |

|  | 0,80 % |

|  | 0,37 % |

|  | 0,37 % |

|  | 0,23 % |

|  | 0,23 % |

|  | 0,22 % |

|  | 0,15 % |

|  | 94,38 % |

|  | 4,79 % |

|  | 0,83 % |

|  | 73,69 % |

|  | 100 % |

|  | 43,33 % |

|  | 25,58 % |

|  | 15,91 % |

|  | 5,08 % |

|  | 2,61 % |

|  | 1,95 % |

|  | 1,73 % |

|  | 1,41 % |

|  | 1,09 % |

|  | 0,96 % |

|  | 0,35 % |

|  | 94,65 % |

|  | 4,66 % |

|  | 0,69 % |

|  | 76,38 % |

|  | 100 % |

|  | 41,77 % |

|  | 29,31 % |

|  | 14,79 % |

|  | 3,38 % |

|  | 2,65 % |

|  | 2,50 % |

|  | 2,06 % |

|  | 1,21 % |

|  | 0,79 % |

|  | 0,51 % |

|  | 0,38 % |

|  | 0,28 % |

|  | 0,19 % |

|  | 0,17 % |

|  | 93,35 % |

|  | 5,79 % |

|  | 0,86 % |

|  | 74,38 % |

|  | 100 % |

|  | 39,83 % |

|  | 36,05 % |

|  | 10,46 % |

|  | 2,58 % |

|  | 2,26 % |

|  | 2,03 % |

|  | 1,78 % |

|  | 1,09 % |

|  | 0,93 % |

|  | 0,83 % |

|  | 0,71 % |

|  | 0,58 % |

|  | 0,35 % |

|  | 0,31 % |

|  | 0,21 % |

|  | 93,53 % |

|  | 5,42 % |

|  | 1,05 % |

|  | 72,58 % |

|  | 100 % |

|  | 41,99 % |

|  | 31,79 % |

|  | 14,34 % |

|  | 3,25 % |

|  | 1,94 % |

|  | 1,80 % |

|  | 1,22 % |

|  | 1,15 % |

|  | 0,92 % |

|  | 0,52 % |

|  | 0,47 % |

|  | 0,32 % |

|  | 0,29 % |

|  | 94,39 % |

|  | 4,89 % |

|  | 0,72 % |

|  | 75,57 % |

|  | 100 % |

|  | 42,41 % |

|  | 29,12 % |

|  | 16,11 % |

|  | 3,48 % |

|  | 2,92 % |

|  | 2,71 % |

|  | 1,20 % |

|  | 1,14 % |

|  | 0,58 % |

|  | 0,33 % |

|  | 92,52 % |

|  | 6,56 % |

|  | 0,92 % |

|  | 76,77 % |

|  | 100 % |

|  | 45,46 % |

|  | 27,04 % |

|  | 15,28 % |

|  | 4,60 % |

|  | 3,03 % |

|  | 1,98 % |

|  | 1,12 % |

|  | 0,87 % |

|  | 0,33 % |

|  | 0,29 % |

|  | 92,52 % |

|  | 6,58 % |

|  | 0,90 % |

|  | 77,01 % |

|  | 100 % |

|  | 47,62 % |

|  | 26,47 % |

|  | 14,82 % |

|  | 3,97 % |

|  | 2,43 % |

|  | 1,65 % |

|  | 1,11 % |

|  | 0,89 % |

|  | 0,57 % |

|  | 0,31 % |

|  | 0,16 % |

|  | 93,20 % |

|  | 5,95 % |

|  | 0,85 % |

|  | 77,47 % |

|  | 100 % |

|  | 54,93 % |

|  | 19,53 % |

|  | 12,53 % |

|  | 6,33 % |

|  | 2,22 % |

|  | 1,72 % |

|  | 1,02 % |

|  | 0,96 % |

|  | 0,37 % |

|  | 0,29 % |

|  | 0,10 % |

|  | 93,60 % |

|  | 5,65 % |

|  | 0,75 % |

|  | 74,42 % |

|  | 100 % |

|  | 51,21 % |

|  | 20,49 % |

|  | 11,91 % |

|  | 6,82 % |

|  | 1,93 % |

|  | 1,91 % |

|  | 1,91 % |

|  | 1,28 % |

|  | 1,12 % |

|  | 0,54 % |

|  | 0,33 % |

|  | 0,28 % |

|  | 0,27 % |

|  | 95,26 % |

|  | 4,03 % |

|  | 0,71 % |

|  | 72,48 % |

|  | 100 % |

|  | 41,15 % |

|  | 31,92 % |

|  | 14,95 % |

|  | 4,01 % |

|  | 2,35 % |

|  | 2,25 % |

|  | 1,59 % |

|  | 1,24 % |

|  | 0,35 % |

|  | 0,19 % |

|  | 92,62 % |

|  | 6,29 % |

|  | 1,09 % |

|  | 73,72 % |

|  | 100 % |

## Controversias

### Causa judicial por supuesta campaña sucia
Se inició una causa penal por las acusaciones de campaña sucia contra Jaime Durán Barba, asesor de Mauricio Macri, y a otros miembros del PRO contra el candidato rival Daniel Filmus. El asesor del PRO y dos socios, José Garat y Rodrigo Lugones, fueron procesado por la jueza federal María Servini de Cubría, que embargó por 130.000 pesos a cada uno, imputados de violar el artículo 140 del Código Electoral. Fueron allanadas varias oficinas. Donde la Gendarmería encontró 30 computadoras secuestradas a Connectic y Tag Continental empresas vinculadas a Durán Barba y ambas con contratos con el Gobierno de La ciudad. En principio, se hicieron unas 300 llamadas por hora desde cada computadora,  que  realizaron más de  9000 encuestas fraudulentas por hora y unas 100.000 por día. Sin embargo, la Corte Suprema determinó que, por una cuestión de competencias, la causa pase a la órbita de la justicia de la Ciudad de Buenos Aires, dónde se estancó y fue cerrada sin continuarse la investigación. Esta metodología sería utilizada en 2015 cuando Martín Lousteau acusó al PRO de "montar una campaña sucia" donde de igual forma que con Filmus los electores recibían llamados.

### Denuncia por aportes de fondos vinculados a redes de trata
Paralelamente se denunció que la campaña de Mauricio Macri había sido financiada con fondos de una red de prostitución, dicha acusación fue vertida por Lorena Cristina Martins en el juzgado federal de Norberto Oyarbide, en donde acusa a su propio padre, Raúl Martins Coggiola, de "construir una estructura perfectamente desarrollada con el solo fin de cometer delitos indeterminados, para sostenerse y ampliar su imperio en la promoción y facilitación de la prostitución, y trata de personas."En la misma presentación judicial, Lorena Martins asegura que su padre aportó dinero en forma "de coimas" a la última campaña política del jefe de Gobierno Porteño, Mauricio Macri. Macri se reunió con Martins yn el mismo local que estos tiene en México y en donde se ejerce la trata de personas y promoción de la prostitución, el cual se denomina "Mix Sky Lounge" (...) y organizan sus operaciones ilícitas", añadió."Estos pagos como otros que Martins efectúa para obtener protección de sus prostíbulos en Capital Federal, los hizo en la comuna 7 que el Pro tiene en el barrio de Flores y que comanda Raúl Oscar Ríos" (expresidente de la Agencia Gubernamental de Control), según la misma denuncia.